# Anna Göldi
Anna Göldi nebo Göldin (1734, Sennwald – červen 1782, Glarus) byla švýcarská žena, jež je považována za „poslední v Evropě popravenou čarodějnici“.
Anna pocházela z chudých poměrů a živila se jako služebná. Měla dvě děti, první zemřelo krátce po narození. Anna Göldi byla odsouzena za vraždu svého dítěte.
Později pracovala jako služebná u lékaře ze švýcarského kantonu Glarus. Anna s ním otěhotněla. I přesto u něj stále sloužila až do doby, kdy jeho manželská dcera onemocněla. Anna se nabídla, že jejich dceři pomůže (vyznala se v bylinkách a mastech). Použila bylinný lektvar a do nohou jí vetřela mast. Dívce se za pár dní ulevilo. I přesto byla Anna svým zaměstnavatelem propuštěna. To mu ale nestačilo a tak ji spolu s představiteli protestantské církve obvinil z čarodějnictví. Byla dlouhodobě a bolestivě mučena (ruce ji svazovali za zády a vytahovali ji do výšky, přičemž nohy měla připevněny k těžkým kamenům… atd.) Na základě těchto událostí se přiznala ke všemu, k čemu bylo očekáváno, že se přizná. Soud ji usvědčil a v roce 1782 byla sťata. Tehdejší společnost byla velice znechucena tímto soudem, neboť již hony na čarodějnice dávno skončily. Anna se stala poslední obětí tohoto davového šílenství.
V roce 2008 parlament kantonu ženu posmrtně rehabilitoval a její odsouzení označil za justiční vraždu.